# スマートテキスタイル
スマートテキスタイル(e-テキスタイル)は、機能を有する布。

## 概説
従来のテキスタイル(布)は保温等、機能が限られていたが、スマートテキスタイルはウェアラブルデバイスの素材として従来の布には無かった機能動的な機能を有する。センサーやマイクロチップを備えることによりセンシングデバイスとして使用される例もあり、様々な用途への開発が模索される。

## 用途
- 心拍数、血圧、体温等のバイタルデータの取得を目的として健康管理や医療関係での使用が想定される。
- 調温発熱性高分子は温度調節の機能を有するので温度調節機能のある防寒具に使用される。
- 調湿性高分子は湿度を調節する機能を有するため、建築などに使用される。
- 感圧性高分子はセンサーとして圧力の変化を電気的な出力に変換する。